# Sperling (slægter)
Sperling er navnet på flere slægter, herunder en adelsslægt fra Mecklenburg, der er naturaliseret som dansk og svensk adel.
Den lærde slægt Sperling føres tilbage til borgmester i Egernførde Poul Sperling, der var fader til guldsmed i Odense Hans Poulsen Sperling (ca. 1554-1601) — hvis søn sognepræst ved Sankt Knuds Kirke i Odense Jacob Sperling (død 1658) var fader til sognepræst i Bogense og Skovby, provst Hans Sperling (1630-1677) — og til rektor i Flensborg, senere i Hamburg, professor Poul Sperling (1560-1633); denne var fader til rektor i Bordesholm, senere professor i Kiel Poul Sperling (1605-1679) og til læge og botaniker Otto Sperling (1602-1681), hvis søn var historiker Otto Sperling (1634-1715).

## von Sperling
Den i Mecklenburg hjemmehørende uradelige slægt von Sperling optræder første gang i året 1234. Den 22. august 1701 blev Georg von Sperling og hans brødre Johann Christoph og Johann Rudolph von Sperling ophøjet til rigsgrever af Det tysk-romerske rige.
Slægten kom til Sverige med Caspar Otto Sperling (1596-1655), som blev naturaliseret som svensk adelsmand i 1632, introduceret på Riddarhuset 1634 og ophøjet til friherre 8. juli 1653 (året efter introduceret som slægt nr. 43). Dennes søn, statsmanden og generalen Göran von Sperling (1630-1691), blev ophøjet til greve 10. december 1687. 1689 blev slægten introduceret på Riddarhuset som nummer 28.
Den grevelige slægt uddøde på sværdsiden med Görans sønnesøns søn, kaptajn Göran Casper Sperling (1747-1769) og endegyldigt med dennes søster Catharina Gustafviana Sperling, gift Leijonhufvud (1748-1819). Den friherrelige æt var da allerede uddød med 1712 med Göran Sperlings brodersøn, oberst og kommandant i Wismar Carl Gustaf Sperling (1660-1712)
Slægten kom til Danmark med dansk oberst Joachim Albrecht von Sperling (1700-1763) til Rubow og Turow m. m., der var fader til generaladjudant, kaptajn i Livgarden Cai Friderich von Sperling (1736-1766) samt til hofdame Sophie Magdalene von Sperling (1743-1814) og til gehejmeråd, kammerherre Joachim Ulrich von Sperling (1741-1791), der begge 1776 blev naturaliseret som dansk adel.
En senere dansk efterkommer er brygmester Kurt Ditlev Vilhelm von Sperling (1904-1974), der var far til Ruth (1942 -), Peter Vilhelm (1943-) og Vibeke von Sperling (1945-2019).